# Pim van Lommel

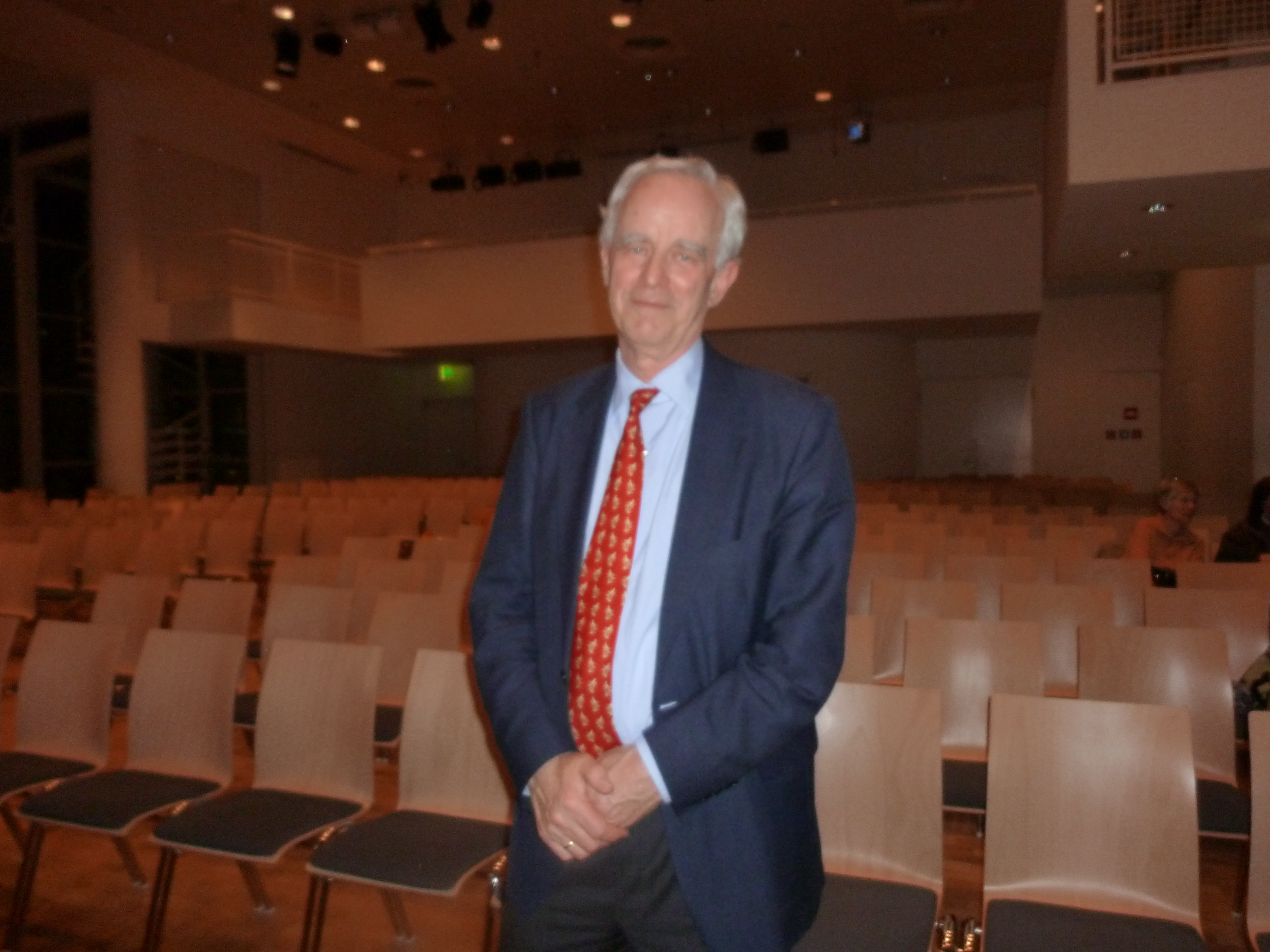
Pim van Lommel (2012)

Willem (Pim) van Lommel (* 15. März 1943 in Laren/Nordholland) ist ein niederländischer Kardiologe und Wissenschaftler.

## Werdegang
Nach dem Besuch des Gymnasiums in Hilversum absolvierte van Lommel von 1961 bis 1963 seinen Militärdienst. Danach studierte er bis 1971 Medizin an der Rijksuniversiteit Utrecht. Von 1971 bis 1976 war van Lommel am Antonius-Krankenhaus in Utrecht tätig, wo er seine Ausbildung zum Kardiologen absolvierte. Ab 1977 bis zum Jahr 2003 arbeitete er als Kardiologe am Rijnstate-Krankenhaus in Arnheim.
Ab 2003 widmete sich van Lommel der wissenschaftlichen Bewusstseins-Forschung und der Erforschung von Nahtod-Erfahrungen (siehe dazu auch Außerkörperliche Erfahrung). Seither hält er Vorträge und publizierte über 20 Artikel zu diesen Themenbereichen.

## Privates
Van Lommel ist verheiratet und hat zwei Kinder.

## Wissenschaftliche Arbeit und Studien
Die Ergebnisse seiner Arbeiten im Bereich der Kardiologie, der Nahtod-Erfahrungs- und Bewusstseinsforschung flossen in Studien und seine Vortragstätigkeit ein. In einer Vielzahl von Berichten und Interviews in den niederländischen und internationalen Medien findet van Lommel Erwähnung.
Internationale Beachtung fand insbesondere seine im Jahre 2001 in der medizinischen Fachzeitschrift The Lancet veröffentlichte prospektive Studie über die Nahtod-Erfahrungen von Überlebenden, die einen Herzstillstand erlitten hatten und reanimiert werden mussten.  Van Lommel zog aus dieser Studie den Schluss, dass die bis zu diesem Zeitpunkt bestehenden Interpretationen zur Entstehung von Nahtod-Erfahrungen und Bewusstsein einer tiefgreifenden Neubewertung unterzogen werden müssen.
Im November 2007 erschien in den Niederlanden sein Buch Endloses Bewusstsein (Eindeloos Bewustzijn), das sich mit über 200.000 verkauften Exemplaren in Europa und den USA zu einem Bestseller entwickelte. Die deutsche Übersetzung erschien 2009 beim Patmos Verlag. 2005 erhielt er den Dr. Bruce Greyson Research Award der Internationalen Gesellschaft für Nahtodstudien (IANDS). 1988 initiierte er die Gründung des niederländischen Zweigs der IANDS (Stiftung Merkawah) und 2015 wurde er Ehrenmitglied der Swiss-IANDS.

## Kritik
Der niederländische Neurobiologe Dick Swaab kritisierte, dass van Lommel in seinem Buch Endloses Bewusstsein wissenschaftliche Erkenntnisse außer Acht lasse, einschließlich einiger Schlussfolgerungen seiner eigenen Forschung. Er widerlege keine neurobiologischen Erklärungen, habe keine wissenschaftliche Grundlage für seine Aussagen und mache ohne Grund Anleihen bei der Quantenphysik, betreibe somit „Quantenmystik“. Sein Buch könne nur als pseudowissenschaftlich bezeichnet werden. Ähnlich äußerte sich der australisch-niederländische Anästhesist G. M. Woerlee in einer detaillierten (Kapitel für Kapitel) Rezension des Buchs von van Lommel.

## Schriften
- Endloses Bewusstsein. Neue medizinische Fakten zur Nahtoderfahrung. Patmos, Düsseldorf 2009, ISBN 978-3-491-36022-8.
- Die Kontinuität des Bewusstseins – Ein neues Konzept, gegründet auf Forschungsergebnisse zu Nahtoderfahrungen. In: Alois Serwaty, Joachim Nicolay (Hrsg.): Nahtoderfahrung – Neue Wege der Forschung. Santiago, Goch 2009, ISBN 978-3-937212-33-3, S. 19–40.